# Öratjärnen (Envikens socken, Dalarna)
Öratjärnen är en sjö i Falu kommun i Dalarna och ingår i Dalälvens huvudavrinningsområde. Sjön har en area på 0,06 kvadratkilometer och ligger 351,2 meter över havet. Sjön avvattnas av vattendraget Grytån.

## Delavrinningsområde
Öratjärnen ingår i det delavrinningsområde (675661-149996) som SMHI kallar för Mynnar i Balungen. Medelhöjden är 311 meter över havet och ytan är 15,28 kvadratkilometer. Det finns inga avrinningsområden uppströms utan avrinningsområdet är högsta punkten. Grytån som avvattnar avrinningsområdet har biflödesordning 3, vilket innebär att vattnet flödar genom totalt 3 vattendrag innan det når havet efter 268 kilometer. Avrinningsområdet består mestadels av skog (72 procent) och sankmarker (20 procent). Avrinningsområdet har 0,06 kvadratkilometer vattenytor vilket ger det en sjöprocent på 0,4 procent.